# Murtuz Ələsgərov
Murtuz Aleskerov (en azerí: Murtuz Nəcəf oğlu Ələsgərov; 20 de septiembre de 1928-7 de agosto de 2012) fue un abogado, profesor y político azerí, presidente de la Asamblea Nacional de su país.

## Biografía
Alasgarov nació el 20 de septiembre de 1928 en Ganja, ciudad de la entonces Unión Soviética. Se graduó de la Facultad de Derecho en la Universidad Estatal de Azerbaiyán. A partir de 1954, fue catedrático y luego decano de la Facultad de Derecho de la Universidad Estatal de Azerbaiyán. A partir de 1957 fue decano del Departamento de Derecho Internacional. A partir de 1965, fue director del Departamento de Derecho Constitucional en la misma universidad. Entre 1993 y 1996, ya caída la URSS, fue el rector de la Universidad Estatal de Bakú. Ələsgərov era también Doctor Honoris Causa de la Universidad Estatal de Kiev.

## Carrera política
Fue elegido miembro de la Asamblea Nacional de Azerbaiyán en las elecciones parlamentarias de 1995 y reelegido en el año 2000. El 16 de octubre de 1996 fue elegido presidente de la Asamblea Nacional por los miembros del parlamento y reelegido el 24 de noviembre de 2000. Fue reemplazado luego por Ogtəy Əsədov en diciembre de 2005. En 2005, en las elecciones parlamentarias, Ələsgərov fue reelegido al parlamento del distrito Garadag de Bakú.
También fue el vicepresidente del Nuevo Partido de Azerbaiyán. Según informes de prensa, la salud de Alasgarov ha ido deteriorando debido a la diabetes, que es por eso que no se postuló para la reelección en noviembre de 2010.
Estaba casado y tenía tres hijos.
Murió en Bakú en agosto de 2012.

## Premios
- Orden de la Independencia de Azerbaiyán.
- Diploma de Honor del Presidente de la República de Azerbaiyán.
- Orden Sodrujestvo
- Orden ostluq de Rusia.